# Erik Krag (forsker)
Erik Krag (født 13. januar 1902 i København, død 13. maj 1987 i Oslo) var en norsk slavisk filolog, kendt for sine studier af russisk litteratur. Han var præses for Det Norske Akademi for Sprog og Litteratur 1965-67.
Krag var søn af forfatterparret Thomas Peter Krag og Iben Nielsen, nevø af digteren Vilhelm Krag og bror til slægtsforskeren Hans Krag.
Efter examen artium (1920) studerede han slavisk litteratur og tog magistergrad på en konferens om Gogols psykologi (1926), samt doktorgrad (1932). Derpå blev han landets første docent og lærer i slaviske sprog ved Universitetet i Oslo (1938–46) og derefter
professor i europæisk litteraturhistorie (1946–1970). Krag oversatte flere litterære værker fra russisk til norsk og engelsk. Han skrev selv et par skuespil og en roman foruden sit faglitterære forfatterskab.

## Udgivelser
- Ottar Wreike (1922). Roman.
- Kampen mot Vesten i russisk åndsliv  (Universitetsforlaget 1932 og 1990). Doktorafhandling.
- Leo Tolstoj (Gyldendal, 1937). Biografi.
- En liten manns bryllup (1952). Komedie, skuespil.
- Dostojevskij (Gyldendal, 1962). Oversat til engelsk.
- Den barnløse (1966). Tragedie i fem akter.
- Russisk teater, et tverrsnitt (1971) med Geir Kjetsaa og Erik Egeberg.

## Oversættelser
- Gogol, Døde sjeler (1927)
- Heinrich von Kleist, Michael Kohlhaas (1930)
- Leo Tolstoj, Krig og fred (1931)
- Dostojevskij, Min onkel og hans excellense (1945)